# Osteobrama
Osteobrama es un género de peces de la familia Cyprinidae y de la orden de los Cypriniformes.

## Especies
- Osteobrama alfredianus (Valenciennes, 1844)
- Osteobrama bakeri (F. Day, 1873)
- Osteobrama belangeri (Valenciennes, 1844)
- Osteobrama bhimensis D. F. Singh & Yazdani, 1992
- Osteobrama cotio (F. Hamilton, 1822)
  - Osteobrama cotio cotio (F. Hamilton, 1822)
  - Osteobrama cotio cunma (F. Day, 1888)
  - Osteobrama cotio peninsularis Silas, 1952
- Osteobrama feae Vinciguerra, 1890
- Osteobrama neilli (F. Day, 1873)
- Osteobrama vigorsii (Sykes, 1839)

- Datos: Q834897
- Multimedia: Osteobrama / Q834897
- Especies: Osteobrama